# الثعبان والزنبقة
الثعبان والزنبقة (باليونانية: Όφις και Κρίνο)‏ هي رواية فلسفية للكاتب والفيلسوف اليوناني نيكوس كازانتزاكيس أصدرها سنة 1906.

## عن الرواية
الرواية جعلها المؤلف اهداء لعشيقته التي تزوجها بعد ذلك والرواية تدور أحداثها حول الشباب والحيوية والاعمال الكثيرة المنتجة خلال السنوات التي قضاها بطل القصة الشاب الذي هو طالبا في جامعة أثينا يدرس القانون فهي تناقش العديد من الأمور الفلسفية بشكل شاعري لامع كالموت والحب والحرية والحياة والألهة والمرأة والجنس.